# Алдид
Алдид (фр. Aldudes) насеље је и општина у југозападној Француској у региону Аквитанија, у департману Атлантски Пиринеји која припада префектури Бајон.
По подацима из 2011. године у општини је живело 355 становника, а густина насељености је износила 15,26 становника/km². Општина се простире на површини од 23,27 km². Налази се на средњој надморској висини од 485 метара (максималној 1.000 m, а минималној 345 m).

## Демографија
| 1962. | 1968. | 1975. | 1982. | 1990. | 1999. | 2011. |
| ----- | ----- | ----- | ----- | ----- | ----- | ----- |
| 807   | 718   | 586   | 483   | 433   | 395   | 355   |

График промене броја становника у току последњих година